# Superlativo
Un adjetivo en grado superlativo, también llamado comparativo de excelencia, expresa la característica en su grado máximo. En las lenguas del mundo la gradación se aplica principalmente a adjetivos calificativos, pero puede darse también en adverbios, sustantivos, verbos e incluso preposiciones.

## Superlativo en español
En español existen dos tipos básicos de superlativos:
- Superlativo absoluto: Un elemento posee una característica en su grado más alto, independientemente de otros elementos. El superlativo absoluto se expresa mediante adverbios que modifican al adjetivo, y mediante los sufijos -ísimo (buenísimo), -érrimo (paupérrimo) o los prefijos super- (supermercado); extra- (extradelgado), etc.
- Superlativo relativo: Un elemento de un grupo que se diferencia de los demás por poseer un mayor grado. Se construye con el adjetivo en grado comparativo de superioridad o en grado comparativo de inferioridad, precedido del artículo y seguido de un complemento encabezado por la preposición de.

Los superlativos absolutos pueden ser regulares o irregulares. En los superlativos regulares, el grado superlativo se forma añadiendo el sufijo -ísimo/-ísima a la raíz que presenta el adjetivo en grado positivo. Por ejemplo: clarísimo (claro) y rarísimo (raro). Los superlativos irregulares pueden tener forma propia. Al construirlos, se modifica sustancialmente la raíz del adjetivo. Por ejemplo: celebérrimo (célebre), ínfimo (inferior), máximo (mayor), mínimo (menor), óptimo (bueno), pésimo (malo).
Se suele considerar que ciertos adjetivos carecen de grado, ya que tienen siempre un significado equivalente a un superlativo (grado máximo de la cualidad), de modo que no es posible su gradación: colosal, diminuto, perfecto.

### Superlativos absolutos irregulares
| Positivo | Comparativo irregular | Superlativo irregular                                                                | Superlativo regular  |
| -------- | --------------------- | ------------------------------------------------------------------------------------ | -------------------- |
| -ble     |                       | -bilísimo (p.ej. amable > amabilísimo; sensible > sensibilísimo; noble > nobilísimo) |                      |
| acre     |                       | acérrimo                                                                             |                      |
| agudo    |                       | acutísimo                                                                            | agudísimo            |
| amigo    |                       | amicísimo                                                                            | amiguísimo           |
| antiguo  |                       | antiquísimo                                                                          |                      |
| ardiente |                       | ardentísimo                                                                          | ardientísimo         |
| áspero   |                       | aspérrimo                                                                            | asperísimo           |
| benéfico |                       | beneficentísimo                                                                      |                      |
| bueno    | mejor                 | óptimo                                                                               | buenísimo / bonísimo |
| malo     | peor                  | pésimo                                                                               | malísimo             |
| célebre  |                       | celebérrimo                                                                          |                      |
| cierto   |                       | certísimo                                                                            | ciertísimo           |
| cruel    |                       | crudelísimo                                                                          | cruelísimo           |
| fértil   |                       | ubérrimo                                                                             |                      |
| fiel     |                       | fidelísimo                                                                           |                      |
| fuerte   |                       | fortísimo                                                                            | fuertísimo           |
| grueso   |                       | grosísimo                                                                            | gruesísimo           |
| íntegro  |                       | integérrimo                                                                          | integrísimo          |
| libre    |                       | libérrimo                                                                            |                      |
| lúgubre  |                       | lugubérrimo                                                                          |                      |
| mísero   |                       | misérrimo                                                                            |                      |
| negro    |                       | nigérrimo                                                                            | negrísimo            |
| nuevo    |                       | novísimo                                                                             | nuevísimo            |
| pobre    |                       | paupérrimo                                                                           | pobrísimo            |
| pulcro   |                       | pulquérrimo                                                                          | pulcrísimo           |
| salubre  |                       | salubérrimo                                                                          |                      |
| valiente |                       | valentísimo                                                                          |                      |